# Tornatura
Die Tornatura war ein italienisches Acker- und Flächenmaß und kann dem Hektar gleichgesetzt werden. Das Maß wurde  mit der Einführung des „französischen“ Systems im Königreich Italien und im Kirchenstaat ab 1. Januar 1850 gesetzlich. Auch unter der späteren österreichischen Herrschaft blieb das eingeführte dezimale Maß erhalten.  
Das Maß hatte diese Werte als Grundlage in/im: 
- Mailand
  - 1 Tornatura = 100 Tovole = 10.000 Centiari/Quadratmetri = 15,2784 Quadrat-Pertiche[2]
- Kirchenstaat
  - 1 Tornatura (alt) = 144 Tavole = 14.000 Quadrat-Piede (Fuß) = 20,8046 Aren = 201,5 Quadratmeter[3]
  - 1 Tornatura (neu) = 100 Tavole = 10.000  Quadrat-Piede (Fuß)/piedi quadrati = 34,1766 Aren
- auch 1 Tornatura = 19 1/2 Ar[4]

Nicht mit dem spanischen Maß Tornadura verwechseln.